# Hartwig II. (Bremen)
Hartwig II., auch Hartwig von Utlede (bzw. Uthlede), († 3. November 1207) war von 1184 bis zu seinem Tod Erzbischof von Hamburg-Bremen.

## Politischer Werdegang
Aus der Familie der Stiftsministerialen von Uthlede stammend, kam er zunächst als Notar und Günstling  Heinrichs des Löwen an das Bremer Domkapitel. Seine Wahl zum Bischof galt als Sieg der Welfen über die Staufer.
Im November 1186 nahm er zusammen mit dem Bremer Domdekan Theodericus (Dietrich) und dem Bremer Gerichtsvogt Alardus an dem Hoftag Friedrich Barbarossas in Gelnhausen teil, auf dem dieser der Stadt Bremen das Gelnhauser Privileg erteilte. Mit der Verleihung des Stadtrechts unterstellte der staufische Herrscher die Civitas auch der Iustitia imperialis (kaiserlichen Gerechtigkeit). Das kann als Erteilung der Reichsfreiheit angesehen werden, was aber umstritten ist.
1189 wurde Hartwig von den Bremer Bürgern vertrieben und emigrierte zunächst, wie schon 1182 Heinrich der Löwe, nach England. Später lebte er am welfischen Hof in Lüneburg und führte von dort aus Krieg gegen sein eigenes Bistum. Zu seinem Gegen-Erzbischof wählte man 1192 Bischof Waldemar von Schleswig, der aber seinerseits 1193 bis 1206 von König Knut VI. von Dänemark gefangen gehalten wurde.
Ab 1194 war Erzbischof Hartwig wieder im Amt, blieb aber mit Graf Adolf III. von Schauenburg und den Bürgern Bremens in Fehde, bis Kaiser Heinrich VI. 1195 einen Frieden vermittelte. 1197/98 nahm er am Kreuzzug Heinrichs VI. ins Heilige Land teil. In seiner Amtszeit ging die von seinem Amtsvorgänger Siegfried für das Bistum Bremen gesicherte Grafschaft Stade erneut an die Welfen verloren.
In der Zeit des deutschen Thronstreits zwischen dem Staufer Philipp von Schwaben und dem Welfen Otto von Braunschweig trat er auf der Seite der Stauferpartei auf.
Im Sommer 1199 stand er längere Zeit mit Graf Adolf III. von Holstein, Markgraf Otto II. von Brandenburg und anderen Fürsten an der Eider, gegen ein Heer König Knuts VI. von Dänemark. Es kam zu keiner Schlacht, die Auseinandersetzung endete mit dem kampflosen Abzug der Dänen.

## Grab
Er wurde im Bremer Dom bestattet, aber 1225 zu der von ihm geförderten St. Ansgarikirche in Bremen umgebettet.